# Małgorzata Tekiel
Małgorzata „Tekla” Tekiel (ur. 9 kwietnia 1972) – polska gitarzystka basowa.

## Kariera
Początkowo związana była z zespołem Będzie Dobrze założonym na przełomie lat 1989 – 90 w Ząbkowicach Śląskich, zwycięzcy przeglądu Mokotowska Jesień Muzyczna 93. Z zespołem nagrała dwie płyty, pierwszą wydaną w 1994 roku pt. Human Energy i drugą wydaną rok później pt. Open Your Mind. W 1999 roku, trzy lata po rozwiązaniu grupy Będzie Dobrze, rozpoczęła współpracę z zespołem Püdelsi. Owocem tej współpracy była wydana w 1999 roku płyta Psychopop. Po odejściu w 2001 roku, basistka uczestniczyła w nagraniu solowej płyty Macieja Maleńczuka pod tytułem Ande La More, która ukazała się w 2002 roku. Od 2004 roku współtworzyła grupę Soomood łączącą folk arabski, muzykę gitarową i elektronikę. Mają na koncie jedną, wydaną w 2007 roku, płytę zatytułowaną Soomood oraz gościnne nagrania na jubileuszowej płycie Martyny Jakubowicz pt. Te 30. urodziny.
Grała z Pati Yang i 52UM-em Roberta Brylewskiego. Była członkinią zespołu Deuter (2011 – 2015). Płyty zespołów Yoda i Czarne Korki (LaLaLa, 2011) to kolejne wydawnictwa z jej udziałem. Utwory Yody z wokalem Marcina Świetlickiego zostały wydane na jego płycie Zło, te przeboje (2015) i były głównymi soundtrackami filmu Księżyc to Żyd w reż. Michała Tkaczyńskiego (2011).
W 2015 roku wraz z Barbarą Klicką i Jackiem Dehnelem powołała do życia zespół Tajny, który jest częścią szerokiego interdyscyplinarnego projektu Nowy Tajny Detektyw (składają się na niego płyta zespołu Tajny, wydana w formie gazety książka i wystawa multimedialna).
Współpracuje z Karpatami Magicznymi, z którymi nagrała płytę Biotop (2015). W 2012 roku powstały Pochwalone, z którymi gra do dziś. Zespół wydał dwie płyty, bardzo intensywnie koncertuje w kraju i za granicą. W najnowszej odsłonie jest to trio na wokal, bas i perkusję (z Niką i Dominiką Korzeniecką).
Jest kompozytorką piosenek i muzyki do spektakli teatralnych i filmów dokumentalnych. W 2019 roku została wydana płyta Janerka na basy i głosy, Małgorzata Tekiel jest pomysłodawczynią, instrumentalistką, aranżerką i producentką tego przedsięwzięcia. Na płycie gra dwoje basistów, Małgorzata i Piotr Pawłowski, piosenki zaśpiewali: Marcin Świetlicki, Katarzyna Nosowska, Nika, Wojciech Waglewski, Jarek Szubrycht, Pablopavo i Lech Janerka.
W kwietniu 2021 roku wydana została płyta Rewolucjaaa awangardowego zespołu Morświn powstałego pod koniec 2019 roku. Oprócz niej w podstawowym składzie występują Marcin Świetlicki oraz saksofonistka barytonowa Paulina Owczarek.

## Dyskografia
| Rok  | Tytuł                   | Zespół                  | Wytwórnia                                |
| ---- | ----------------------- | ----------------------- | ---------------------------------------- |
| 1992 | Human Energy            | Będzie Dobrze           | Gold Rock                                |
| 1995 | Open Your Mind          | Będzie Dobrze           | QQRYQ Productions                        |
| 1999 | Psychopop               | Püdelsi                 | S.P. Records                             |
| 2002 | Ande La More            | Maleńczuk               | Noff Records                             |
| 2007 | Soomood                 | Soomood                 | Karrot Kommando                          |
| 2008 | Te 30. urodziny         | Martyna Jakubowicz      | Agora SA                                 |
| 2011 | LALALA                  | Czarne korki            | Polskie Radio Licomp Empik Multimedia    |
| 2013 | Czarny war              | Pochwalone              | Antena Krzyku                            |
| 2015 | Zło – te przeboje       | Marcin Świetlicki       | Manufaktura Legenda                      |
| 2015 | Tajny                   | Tajny                   | Narodowe Centrum Kultury & Picture Doc   |
| 2015 | Biotop                  | Karpaty Magiczne        | magiccarpathians.com                     |
| 2018 | Koncert                 | Pochwalone              | Antena Krzyku                            |
| 2019 | Janerka na basy i głosy | Janerka na Basy i Głosy | Antena Krzyku                            |
| 2020 | Kryzys czytelnictwa     | Stare Taśmy             | Soros Records / Fourth Dimension Records |
| 2021 | Rewolucjaaa             | Morświn                 | Karrot Kommando                          |

## Pozostała twórczość
- 2005 muzyka do spektaklu „Odyseja 2” (Teatr im. Adama Mickiewicza Częstochowa)[14]
- 2008 muzyka do spektaklu „Kształt rzeczy” (Teatr Śląski im. S. Wyspiańskiego w Katowicach)[15]
- 2011 muzyka do filmu „Księżyc to Żyd” (wraz z zespołem „Yoda”)[16]
- 2013 muzyka do filmu „Sposób na kryzys“[17]
- 2013 muzyka i piosenki do spektaklu „Majakowski – Reaktywacja” (Teatr Powszechny w Radomiu)[18]
- 2015 muzyka do spektaklu „Barocco”[19]
- 2017 piosenki do spektaklu „W 8 dni dookoła świata” w reż. Andrzeja Sadowskiego (Teatr Powszechny w Radomiu)[20]